# Émile De Mot
Émile André Jean De Mot, né à Anvers le 20 octobre 1835 et mort à Bruxelles le 23 novembre 1909, est un juriste, avocat à la Cour de cassation et homme politique libéral belge.

## Biographie
Émile De Mot est le fils de Thérèse Heman, native de Gand, et de Jean André De Mot (1811-1879), banquier, fondateur des Galeries Royales Saint Hubert,.
Il épouse Pauline Orts, fille d'Auguste Orts, avocat réputé, il comptait avec Hubert Dolez, Pierre Sanfourche-Laporte, et Auguste van Dievoet parmi les plus brillants avocats en cassation de son temps. Auguste Orts meurt à 42 ans en 1885, le laissant seul avec leurs six enfants : Paul, Mathilde, Laure, Jeanne, Suzanne et Jean De Mot qui sera conservateur du musée du Cinquantenaire à Bruxelles, et dès 1914 sous lieutenant dans l'armée belge. Il sera tué à La Panne en 1918,.
Franc-maçon, il fait partie au sein du Grand Orient de Belgique de la loge Les Vrais Amis de l'union et du progrès réunis, dont il devient vénérable maître de 1883 à 1885. Il était également membre de la Société des douze.
Il est membre du cercle d'influence dit de la « Table Ronde » qui réunit 20 personnalités qui « semblent avoir été des hommes de confiance de Léopold II ».

### Vie professionnelle et politique
Avocat, il devint échevin puis, de 1899 à 1909, bourgmestre de Bruxelles. Il est membre de la Chambre des représentants de Belgique de 1892 à 1894 et membre du Sénat belge de 1900 à 1909. En 1906, il assiste à l'enterrement d'une petite fille de huit ans qui restera longtemps dans les annales belges, Jeanne Van Calck.
Il est enterré comme elle au cimetière de Bruxelles à Evere, Rond-point des Bourgmestres, dans le caveau familial.
L'avenue Émile De Mot à Bruxelles fut nommée en son honneur.

### Décorations
- Grand officier de l'ordre de Léopold[10]
- Grand cordon de l'ordre du Double Dragon de Chine[11]
- Grand-croix de l'ordre de Saint-Michel (Bavière)[12]
- Commandeur de la Légion d'honneur[10].